# Дмитр Завидич
Дмитр Завидич (Дмитрий, Дмитр Зивидиц) (ум. 9 июня или 9 июля 1118 г.) — новгородский посадник в 1117—1118 гг.

## Посадничество
В летописи не указывается, когда именно был назначен на посадничество Дмитр Завидич, но сразу после смерти посадника Добрыни (6 декабря 1117 г.) отмечается смерть посадника Дмитра Завидича. Его смерть наступила 9 июля 1118 г. (в старшем изводе стоит этот месяц, но в младшем указывается июнь). Летописец упоминает семь месяцев его единоличного управления Новгородской землёй, не только как посадник, но и как замещающий функции князя. После него посадником стал Константин Моисеевич.

## Актовые печати
Найдены четыре актовых печати посадника Дмитра Завидича. На печатях имеется поясное изображение св. Димитрия.

## Семья
У Дмитра Завидича помимо сына Завида была и неизвестная по имени дочь, которая стала в 1122 г. второй женой князю Мстиславу Владимировичу (сразу после того как умерла его первая жена Христина). Её личное имя летописные источники не знают, только у одного В. Н. Татищева её имя озвучено. У него отмечается, что «Мстислав Владимирович женился в Новгороде, взял Любаву, дочь посадника Дмитрия Давидовича». Доказано, что у отца Дмитра Завидича христианским именем было Евстафий, поэтому отчество отца Любавы у Татищева названо неверно. Однако как раньше, так и значительно позже, сведения Татищева о имени используются некоторыми исследователями в своих работах.
1. Завид
  1. Дмитр Завидич
    1. Завид Дмитрович
    2. Любава Дмитриевна + Мстислав Владимирович Великий